# Lappget

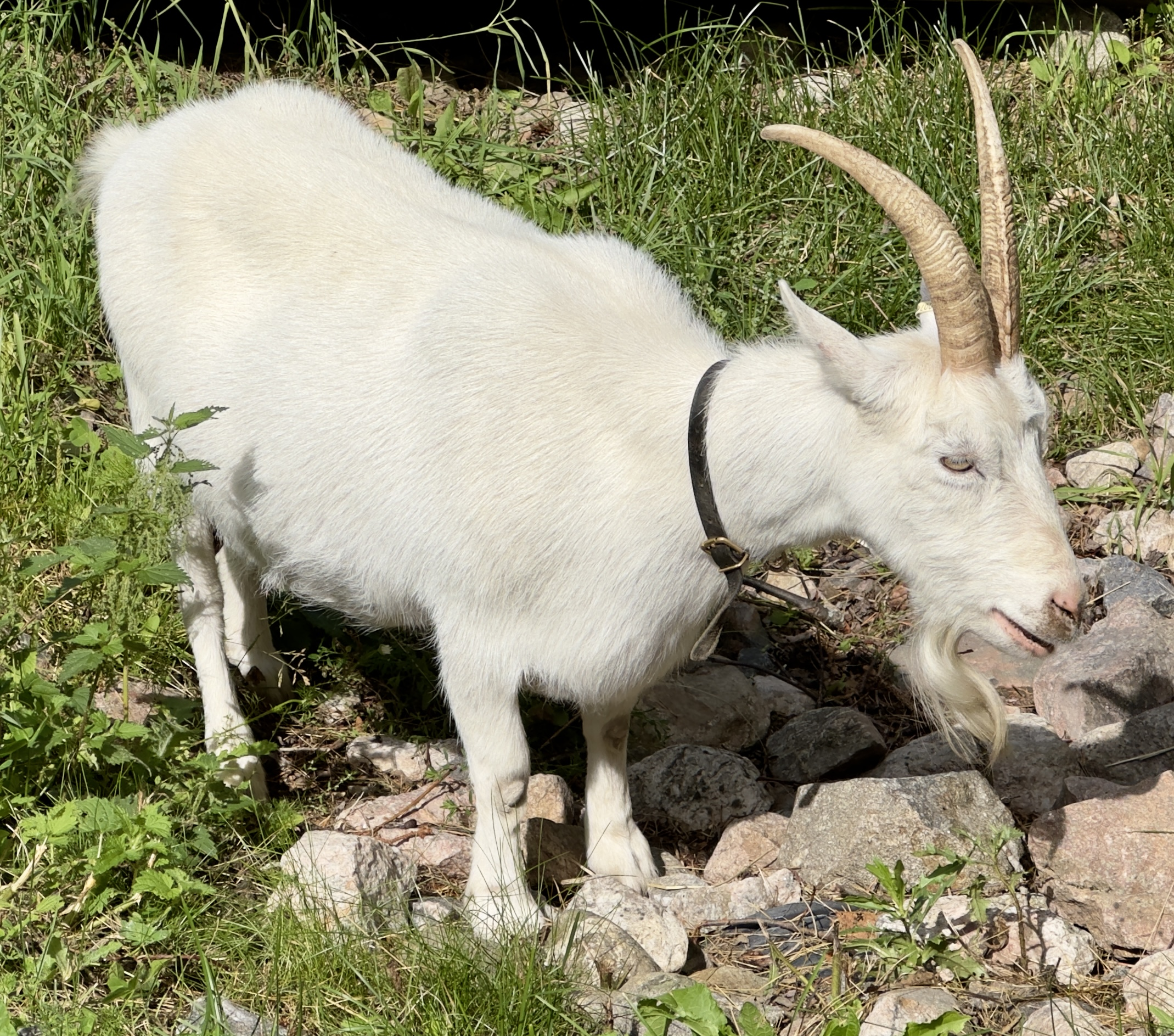
Lappget på Norra berget i Sundsvall, juli 2024.

Lappget är en akut utrotningshotad getras som sparas som en levande genbank i Föreningen Allmogegetens regi. Den 31 december 2013 fanns det 198 djur (41 bockar och 157 getter) i 47 besättningar. Tendensen är svagt ökande.
Man upptäckte rasen i Fatmomakke, Vilhelmina kommun, år 2001 då ett antal getter skulle slaktas. År 2004 hittade man ytterligare två getter i byn Lövåsen, Vilhelmina. Getterna togs omhand; dessa och deras ättlingar är de enda nu levande lappgetterna. Lappgetterna härstammar från och är anpassade till renbetesmark. Lappgeten är en normalstor till liten lantrasget. En del av lappgetterna är lite satta medan andra har mer normal kroppshöjd. De har ett något bredare huvud än övriga allmogegetter. Något fler än hälften av djuren är helt vita. Svarta, svartbrokiga, delvis svarta eller grå djur och även ljusbruna förekommer sporadiskt. Hittills har alla lappgetter burit horn, en del av dem har också "klockor" (under halsen eller hakan nedhängande, avlånga utväxter) eller "skillingar" (utväxt eller hårtofs under halsen). 
Termen "lappget" kommer från de getter som ägdes av samer (ursprungligen av  ett flertal raser) som någon av den fastboende befolkningen i Lappland var fodervärd för under vinterhalvåret. Detta förfarande kallades "att ha lappgetter" och var i bruk till ungefär 1940-talet. Under tidsspannet från tidigt 1800-tal till ca 1940-talet utvecklades den typ av getter som numer kallas "lappgetter" i och med att samerna valde ut och behöll de getter som klarade raiderna från kalfjäll till skogsland och som producerade mycket mjölk under dessa förhållanden.